# Weinböhla
Weinböhla je obec v německé spolkové zemi Sasko. Nachází se v zemském okrese Míšeň a má přibližně 11 tisíc obyvatel. Počtem obyvatel je největší obcí okresu bez statusu města.

## Historie
První písemná zmínka o vsi pochází z roku 1350, kdy je uváděna jako Bel. Roku 1513 je již zmiňována jako Weynbehl, současný název je poprvé uveden v roce 1791. Roku 1936 byla k Weinböhle připojena vesnice Neuer Anbau. V dobách Německé demokratické republiky byla Weinböhla svou plochou největší vesnicí země.

## Přírodní poměry
Weinböhla na východě sousedí s okresním městem Míšeň a na jihu s velkým okresním městem Coswig. Na zástavbu obce, která zaujímá více než polovinu plochy obce a která plynule přechází v sousední obce, navazuje na severu a východě lesní oblast Friedewald a na západě Chráněná krajinná oblast Nassau. Na území obce se nachází několik vinic. Weinböhla leží na lužickém zlomu. Obcí prochází souběžně železniční trati Drážďany–Lipsko s nádražím Weinböhla Hauptbahnhof a Drážďany–Berlín (nádraží uzavřeno v roce 2002).

## Správní členění
Weinböhla se nedělí na žádné místní části.

## Pamětihodnosti
- zámek Lauben ze 17. století
- rozhledna Friedensturm (Věž míru)
- hostinec Zentralgasthof